# Aisomont

Aisomont est un hameau proche de Wanne; il est situé sur les hauteurs, à l'est de la commune de Trois-Ponts en Wallonie.

## Ski
La piste de ski du Val de Wanne, située à Aisomont, a été fermée pendant plusieurs années à la suite d'un litige qui opposait son propriétaire, Ricky Mollin, aux habitants de la commune.  